# U-Bahnhof Ahrensburg West
Der U-Bahnhof Ahrensburg West ist eine Haltestelle der Hamburger U-Bahn-Linie U1 im Südwesten der schleswig-holsteinischen Stadt Ahrensburg.
Das Kürzel der Station bei der Betreiber-Gesellschaft Hamburger Hochbahn lautet „AW“.

## Anlage

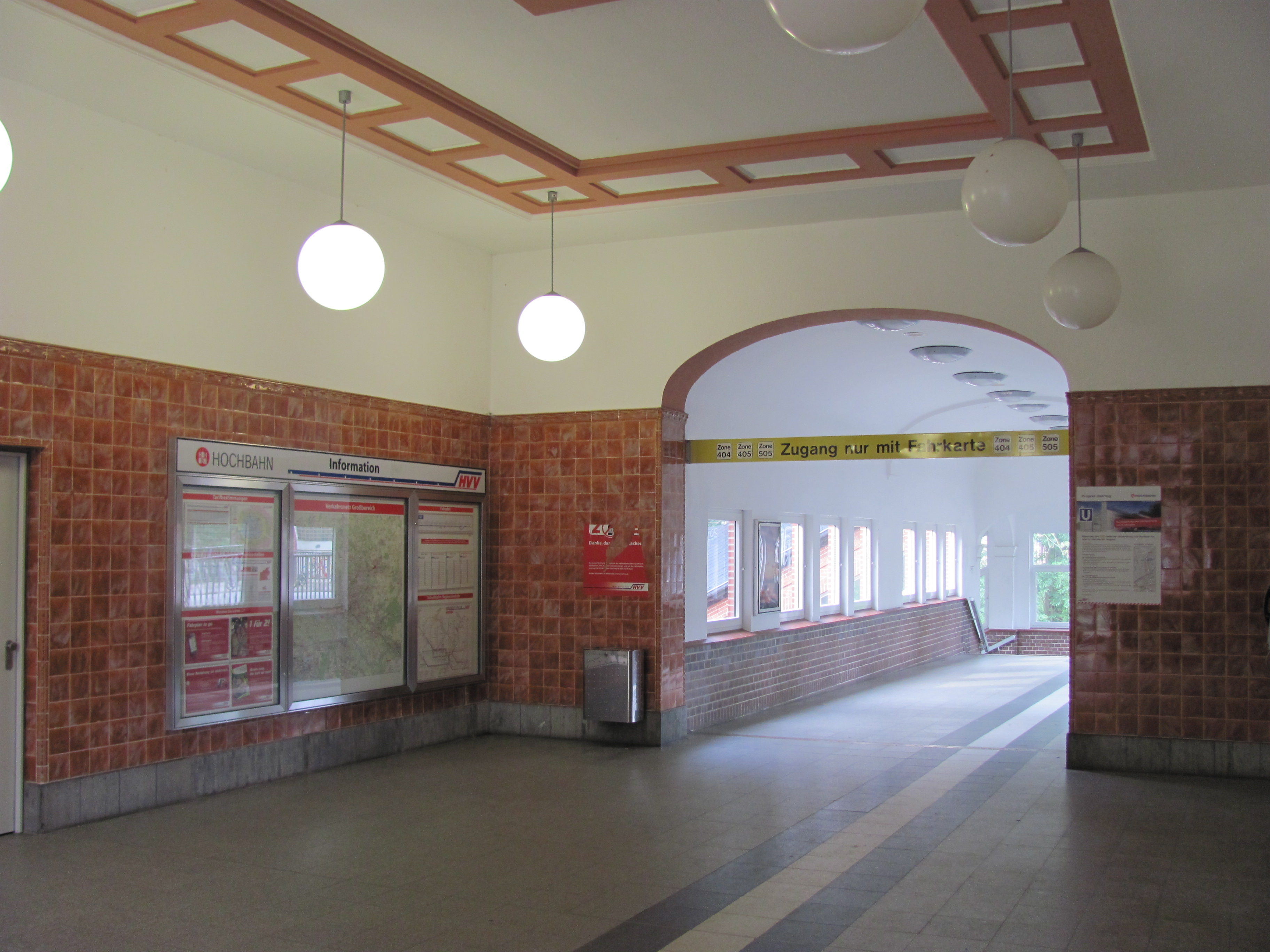
Schalterhalle und Abgang zum Bahnsteig

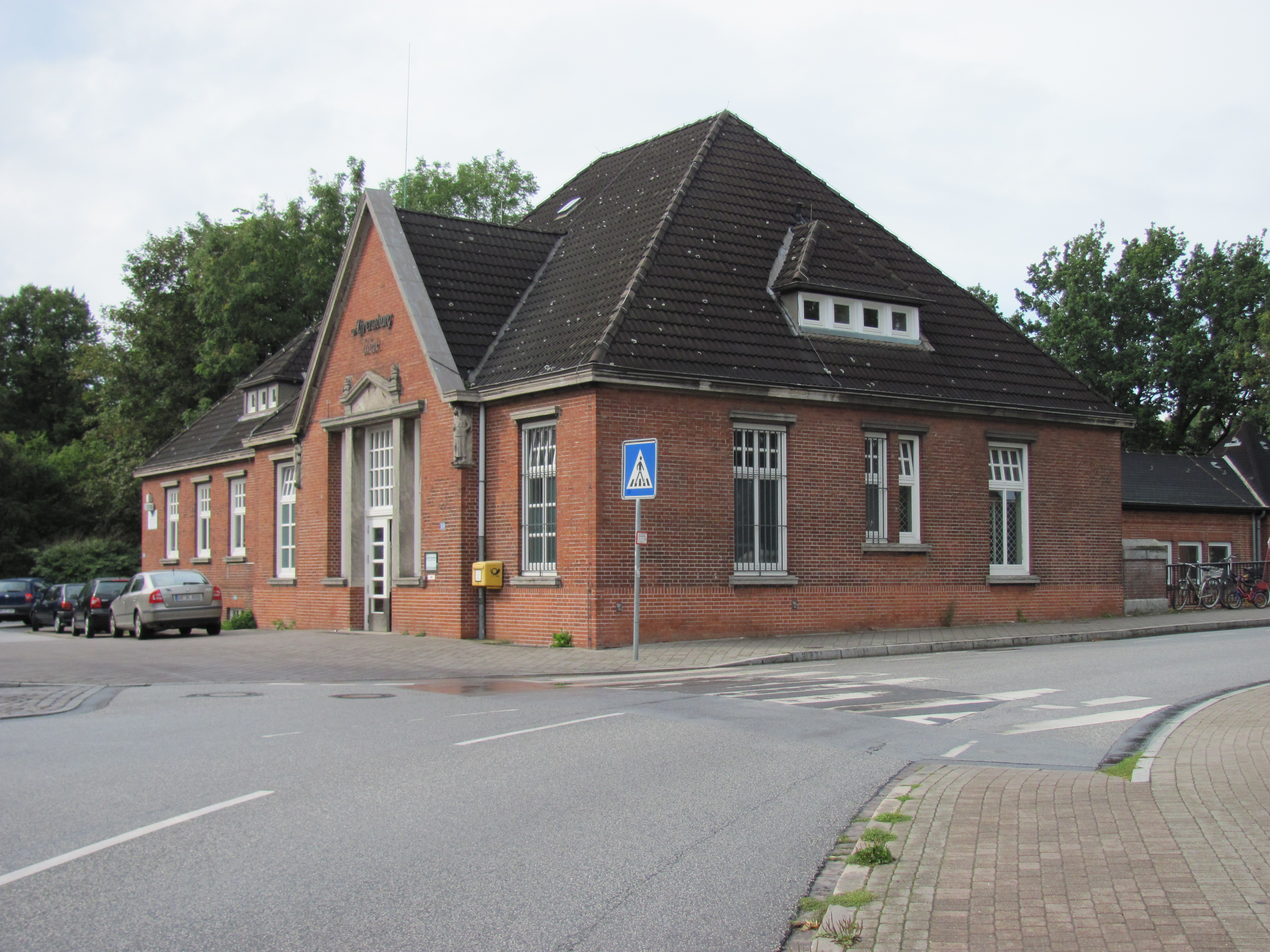
Das Zugangsgebäude, Entwurf: Eugen Göbel

Der Bahnhof verfügt über einen etwa 120 Meter langen Mittelbahnsteig im Einschnitt. Der einzige Zugang im Osten führt zum Bahnhofsvorplatz am Waldemar-Bonsels-Weg, der den Einschnitt mittels einer Brücke überquert. Die Busse des Ahrensburger Stadtverkehrs halten entweder in einer Buskehre vor dem Eingang oder auf der Brücke.
Die Haltestelle hat seit 1957 zwei Bahnsteiggleise, so dass hier auf dem sonst eingleisigen Großhansdorfer Abschnitt der U1 Zugbegegnungen möglich sind. Da auch die Haltestelle Schmalenbeck über ein Ausweichgleis verfügt, ist auf dem Abschnitt von Volksdorf bis Großhansdorf maximal ein Zehnminutentakt möglich. Dabei begegnen sich die Züge während des 20-Minuten-Taktes planmäßig in Schmalenbeck, während des Zehnminutentakts in der Hauptverkehrszeit zusätzlich in Ahrensburg West.
Der Bahnhof hat eine Park+Ride-Anlage mit 80 Stellplätzen. Seit dem 13. März 2017 ist Ahrensburg West barrierefrei erreichbar. Beim Bau der S4 von Hamburg nach Bad Oldesloe soll zudem ein neuer Haltepunkt an der Bahnstrecke Lübeck–Hamburg entstehen, um so eine Umsteigemöglichkeit zum nahen U-Bahnhof zu schaffen.

## Geschichte
Der Bahnhof nach einem Entwurf von Eugen Göbel wurde am 5. November 1921 noch unter dem Namen „Ahrensburg“ mit zunächst nur einem Gleis eröffnet, das Ausweichgleis wurde erst 1957 verlegt.
Als die Haltestelle „Hopfenbach“ 1952 in „Ahrensburg Ost“ umbenannt wurde, bekam der Bahnhof seinen heutigen Namen „Ahrensburg West“, um Verwechslungen zu vermeiden.
| Linie | Verlauf |
| ----- | --- |
| U 1   | Norderstedt Mitte – Richtweg – Garstedt – Ochsenzoll – Kiwittsmoor – Langenhorn Nord – Langenhorn Markt – Fuhlsbüttel Nord – Fuhlsbüttel – Klein Borstel – Ohlsdorf – Sengelmannstraße (City Nord) – Alsterdorf – Lattenkamp (Sporthalle) – Hudtwalckerstraße – Kellinghusenstraße – Klosterstern – Hallerstraße – Stephansplatz (Oper/CCH) – Jungfernstieg – Meßberg – Steinstraße – Hauptbahnhof Süd – Lohmühlenstraße – Lübecker Straße – Wartenau – Ritterstraße – Wandsbeker Chaussee – Wandsbek Markt – Straßburger Straße – Alter Teichweg – Wandsbek-Gartenstadt – Trabrennbahn – Farmsen – Oldenfelde – Berne – Meiendorfer Weg – Volksdorf / Streckenast Ohlstedt – Buckhorn – Hoisbüttel – Ohlstedt \ Streckenast Großhansdorf – Buchenkamp – Ahrensburg West – Ahrensburg Ost – Schmalenbeck – Kiekut – Großhansdorf |